# Pleuraerguss

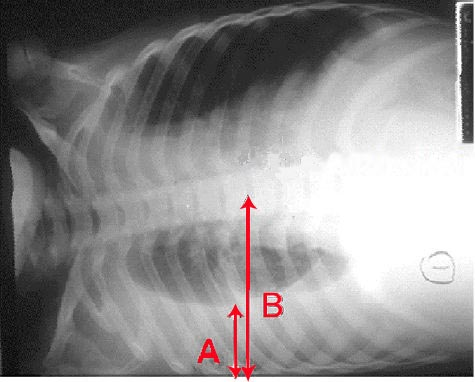
Röntgenbild eines Pleuraergusses
A: Flüssigkeitsspiegel
B: Grenze der rechten Lunge und der Pleurahöhle

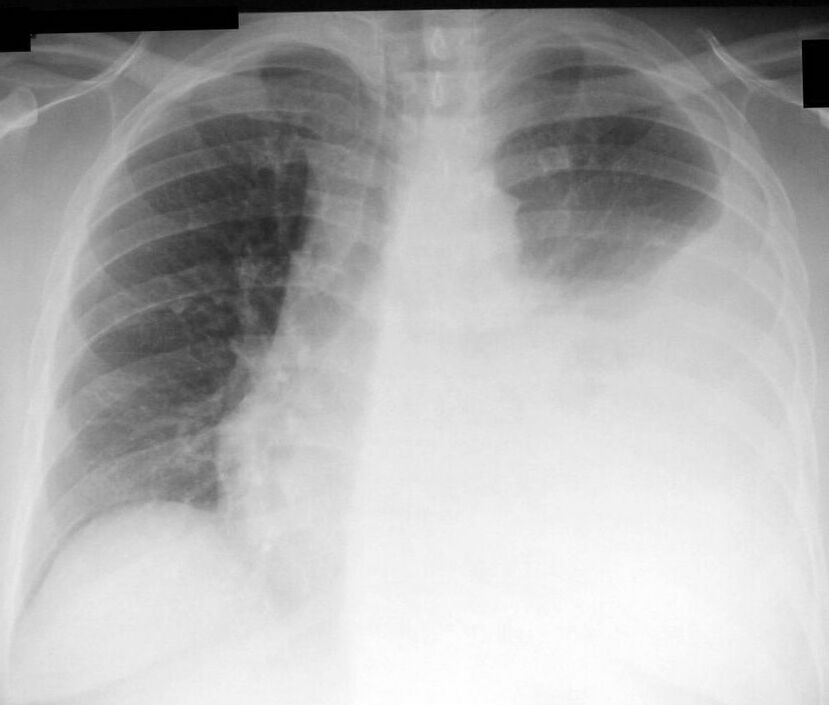
Massiver Pleuraerguss der linken Seite (rechts im Bild)

Pleuraerguss, im Jargon auch kurz Erguss genannt, ist ein Begriff aus der Medizin und bezeichnet eine durch ein gestörtes Verhältnis von Flüssigkeitsbildung und -abtransport (Absorption) entstandene übermäßige Flüssigkeitsansammlung in der Pleurahöhle, dem – auch Pleuraraum genannten – schmalen Spalt zwischen den Pleurablättern. Die Flüssigkeit befindet sich also im Brustkorb zwischen der Lunge und den Rippen, genauer zwischen Lungenfell (Pleura visceralis) und dem Brust- bzw. Rippenfell (Pleura parietalis). Die Lunge ist also von Flüssigkeit umgeben.
Die Ursachen eines Pleuraergusses sind vielfältig, und dementsprechend hängt auch dessen Behandlung von einer sorgfältigen Diagnose ab. Pleuraergüsse sind mit einer jährlichen Inzidenz von etwa 450.000 relativ häufig.
Ein Pleuraerguss stellt einen raumverdrängenden Prozess im Brustkorb dar und vermindert, je nach Größe, alle Lungenvolumina.
Was umgangssprachlich als „Wasser in der Lunge“ bezeichnet wird, bezieht sich meist auf das Krankheitsbild Lungenödem im Zusammenhang mit einer Herzinsuffizienz.

## Physiologie
Bei einem gesunden erwachsenen Menschen sind die Pleurahöhlen mit jeweils etwa 5 ml eiweißreicher Flüssigkeit, die sich normalerweise innerhalb einer Stunde erneuert, gefüllt, die als Gleitschicht den Lungen beim Ein- und Ausatmen Bewegungsfreiheit verschafft. Dabei besteht ein Gleichgewicht zwischen Bildung und Resorption. Die ausgetauschte Flüssigkeitsmenge beläuft sich auf 0,2 ml/kg/h.

## Einteilung und Ursachen
Pleuraergüsse werden anhand der durch Punktion gewonnenen Pleuraflüssigkeit in eiweißarme, durch Druckunterschiede im Kreislaufsystem entstandene Transsudate und eiweißreiche, durch eine vermehrte Gewebsdurchlässigkeit (gesteigerte Permeabilität) verursachte Exsudate unterteilt (von dieser Zuordnung hängt im Wesentlichen das weitere diagnostische und therapeutische Vorgehen ab). Weiterhin kann der Erguss blutig, eitrig oder milchig trüb sein. Er kann entweder frei um die Lunge herum auslaufen oder durch Verklebungen gekammert sein. Pleuraergüsse können bei vielen verschiedenen Grunderkrankungen auftreten. Die häufigsten Ursachen sind Herzschwäche, bösartige Geschwülste  (Malignome), Lungenentzündung und Lungenembolie. Auch im Rahmen einer Niereninsuffizienz oder Leberinsuffizienz kann es zu Pleuraergüssen kommen. Bei multimorbiden, vor allem älteren Patienten können, wie bei 30 % aller Pleuraergüsse, mehrere Ursachen vorliegen. Bei jungen Patienten ist die Ursache häufig eine Tuberkulose.
Mögliche Ursachen eines Pleuraergusses sind:
- onkotisch-hydrostatisch, also aufgrund des Druckunterschiedes zwischen hydrostatischem und onkotischem Druck und der Flüssigkeitsfiltration, zum Beispiel:
  - im Rahmen einer Herzinsuffizienz (eine der häufigsten Ursachen des Pleuraergusses als Transsudat)
    - Bei der Linksherzinsuffizienz entsteht durch den Druckunterschied zwischen der systemischen und pulmonalen Zirkulation und dem Pleuraraum[2]:S. 378 der Erguss an der Pleura visceralis, während Lymphgefäße der parietalen Pleura, wenn sie ausreichend durchgängig sind, die Flüssigkeit resorbieren[2]:S. 378 f.
    - Bei (idiopathischer und familiärer) pulmonaler Hypertonie, meist rechtsseitig[2]:S. 380

  - Pericarditis constrictiva
  - Hypalbuminämie (mit der Folge eines erniedrigten onkotischen Drucks), etwa bei nephrotischem Syndrom
  - Hydronephrose
  - Lungenembolie mit Transsudat (bei erhöhtem pulmonalkapillärem Druck) oder Exsudat (20 bis 55 % der Patienten mit Lungenembolie haben einen Pleuraerguss. Die Häufigkeit hängt vom Schweregrad der Lungenembolie und dem Auftreten eines Infarkts der Lunge ab).[2]:S. 377–381 und 383
- entzündlich-infektiös bei Infektion der Pleura, als Exsudat (Pleuritis exsudativa), zum Beispiel
  - Tuberkulose
  - Viren (etwa bei Brustfellentzündung) und Mykoplasmen
  - Pilze und Parasiten
  - parapneumonisch (d. h. bei Pneumonie (Lungenentzündung) durch Übertritt von Bakterien, zum Beispiel Pneumokokken, im Lungengewebe auf die Pleura)
  - als unspezifisches eitriges Empyem bzw. Pleuraempyem (Hier ist eine sofortige Behandlung mit Antibiotika und Pleuradrainage erforderlich[2]:S. 384)
  - intraabdominaler Abszess
- entzündlich-nichtinfektiös
  - Bauchspeicheldrüsenentzündung
  - Ösophagusperforation (Durchbruch der Speiseröhre)
- neoplastisch, also im Rahmen einer Krebserkrankung (Der maligne Pleuraerguss, ein Exsudat, ist am häufigsten bei Lungenkrebs (37,5 %[3]), am zweithäufigsten bei Brustkrebs (16,8 %), gefolgt von malignen Lymphomen (11,5 %), seltener bei gastrointestinalen, gynäkologischen, urologischen und sonstigen Primärtumoren. Je größer ein einseitiger Pleuraerguss ist, desto wahrscheinlicher kann ein Tumorleiden ursächlich sein. Das Risiko einer schlechten Prognose kann mit dem sogenannten LENT-Score klassifiziert werden.)[2]:S. 384
  - bösartiger Tumor (Lungenkarzinom, Mammakarzinom, Mesotheliom)
  - Pleuramesotheliom, ein bösartiger Primärtumor der Pleura
  - eine maligne Tumorzellbesiedlung (Karzinose) der Pleura (metastatischer Pleurabefall)
- vaskulär (Blutgefäße betreffend) zum Beispiel:
  - Kollateralen bei Leberzirrhose (Bei Vorhandensein von Aszites bei bekannter Leberzirrhose und Hinweisen auf einen beidseitigen Pleuraerguss, spricht dies für einen hepatischen Hydrothorax[2]:S. 379 f.)
- autoimmunologisch, Beispiele:[2]:S. 379 f.
  - Rheumatoide Arthritis
  - Systemischer Lupus erythematodes (insbesondere mit Polyserositis)
  - Granulomatose mit Polyangiitis (Morbus Wegener)
  - Histiozytose X (Langerhanszell-Granulomatose)
  - Sjögren-Syndrom
  - Amyloidose
  - Systemische Sklerose
- traumatisch zum Beispiel:
  - nach Rippenfraktur
  - postoperativ
  - durch Lymphflüssigkeit (Chylothorax, etwa durch chylöses Punktat)
- sonstige
  - Myxödem (mit Transsudat)
  - Sarkoidose (mit Transsudat)
  - Medikamente (mit Exsudat). In Frage kommen Amiodaron, Betablocker, Clozapin, Dantrolen, Interleukin-2, Methotrexat, Methysergid, Nitrofurantoin, Phenytoin und Procarbazin.[2]:S. 379 f.

Bei ausgeprägten Einblutungen handelt es sich um einen Hämatothorax.

## Symptome
Kleinere Ergüsse (bis etwa 500 ml beim erwachsenen Menschen) werden oft nicht bemerkt und können in harmlosen Fällen Begleitbefund einer viralen Lungenentzündung sein. Bei größeren Ergüssen tritt als Leitsymptom Atemnot (die häufigste Beschwerde bei Patienten mit Pleuraerguss) auf, die zunächst bei körperlicher Anstrengung, bei zunehmendem Erguss auch bereits in Ruhe auftritt. Allerdings ist die Schwere der Atemnot nicht unbedingt mit der Größe des Pleuraergusses zusammenhängend, sondern kann auch auf eine durch die zugrundeliegende Erkrankung bedingte Einschränkung der Lungenmechanik oder Störung des Gasaustauschs zurückzuführen sein. Auch eine beschleunigte Atmung (Tachypnoe) kann bei größeren Ergüssen bestehen. Hustenreiz bzw. trockener Husten ist bei größeren Ergüssen häufig, atemabhängige Brustschmerzen können bei einer gleichzeitigen Entzündung der parietalen Pleura (die viszerale vermittelt keine Schmerzen) als so genannter pleuritischer Schmerz auftreten. Ein pleuritischer Brustkorbschmerz tritt bei etwa drei Viertel der Patienten mit Lungenembolie und Pleuraerguss auf. Nichtatemabhängige Druckschmerzen im Bereich des Brustkorbs können bei Pleurargüssen infolge Pleuraempyem, bösartigen Tumors oder Pleurakarzinose auftreten. Es kann zudem zu erheblichen Schlafstörungen kommen.:S. 378–380

## Diagnostik
Pleuraergüsse können einseitig oder (meist bei kongestiver Herzinsuffizienz) beidseitig vorhanden sein, was meist nach dem Röntgenbild beurteilt wird. Vermuten kann man einen Erguss bei einem „Nachschleppen“ einer Seite, verbreiterten und eventuell auch vorgewölbten Zwischenrippenräumen bei der Atmung, einer Dämpfung des Klopfschalls und einer (basalen) Abschwächung bzw. einem Fehlen des Atemgeräuschs:S. 378 f. sowie des Stimmfremitus, der wie die Bronchophonie stark abgeschwächt bis aufgehoben ist, über einem Lungenabschnitt.
Bei beidseitiger basaler Abschwächung, gestauten Halsvenen, peripheren Ödemen, Tachykardie und drittem Herzton besteht der Verdacht auf einen kardial bedingten Pleuraerguss. Ein Pleurareiben kann zu Beginn eines Ergusses im Rahmen einer Lungenentzündung (Pneumonie) mit Brustfellentzündung (Pleuritis) zu hören sein. Bei einseitiger Dämpfung ist die Wahrscheinlichkeit eines Exsudates höher und die Diagnose meist schwieriger. Nachweisen lässt sich ein Pleuraerguss am schnellsten und genauesten durch eine Ultraschalluntersuchung des Brustkorbs, womit bestimmte Strukturen (pleurale Septen) besser sichtbar werden als mit einer Computertomografie. Bei intensivpflichtigen, insbesondere beatmeten, Patienten ist die Ultraschalluntersuchung zudem vorteilhafter als eine in Rückenlage des Patienten durchgeführte Röntgen-Thorax-Aufnahme.:S. 379–381
Auf der beim Verdacht auf das Vorliegen eines Pleuraergusses empfohlenen Röntgenaufnahme des Brustkorbs sind Pleuraergüsse in der p.-a.-Thoraxaufnahme meist ab einem Volumen von 200–300 ml, bei der seitlichen Aufnahme ab 50 ml erkennbar.:S. 380 Typisch ist bei einer im Stehen angefertigten Aufnahme eine nach lateral (außen) ansteigende Verschattung (dargestellt durch die den Erguss begrenzende Damoiseau-Ellis-Linie, auch Ellis-Damoiseausche Linie genannt).
Eine Computertomografie des Brustkorbs kann auch kleinere Pleuraergüsse erkennen lassen, ermöglicht die Unterscheidung von Pleuraflüssigkeit und Pleuragewebevermehrung und kann Hinweise zur Ursache des Ergusses (etwa Lungenentzündung, Tumor oder Lungenembolie) liefern. Zudem können weitere im Zusammenhang mit dem Pleuraerguss stehende Befunde erkennbar werden. So etwa ein Pleuraempyem oder ein Lungenabszess sowie in gutartig und bösartig unterscheidbare Pleuraveränderungen.:S. 381
Um die häufig unklare Ursache eines Ergusses zu klären, sollte dieser punktiert und die dabei gewonnene Ergussflüssigkeit (etwa 50 ml, mehr wenn dadurch im Zusammenhang mit dem Erguss stehende Beschwerden wie Atemnot gelindert werden können) laborchemisch, bakteriologisch bzw. mikrobiologisch (Gram-Färbung, Polymerase-Kettenreaktion) und zytologisch (zur Feststellung einer ursächlichen Tumorerkrankung) untersucht werden (siehe hierzu Pleurapunktion). Bei Vorliegen einer Lungenentzündung sollte ein Erguss zudem zum Ausschluss eines Pleuraempyems punktiert werden. Wenn die Punktion unter Ultraschallkontrolle durchgeführt wird, kommt es seltener zu einem dadurch bedingten Pneumothorax. Vor einer CT-Untersuchungen sollte, wenn möglich, ein Erguss ebenfalls punktiert werden, um Veränderungen an Pleura oder Lunge besser darstellen zu können.:S. 381–383
Bei Pleuraergüssen können Transsudate (z. B. durch Herzinsuffizienz oder Leberzirrhose) oder Exsudate bei aktiven Pleuraerkrankungen (z. B. Pleuramesotheliom) vorkommen. Bei der zur Diagnose und Therapie bedeutsamen Differenzierung zwischen einem Transsudat und einem Exsudat helfen die Light-Kriterien. Bei Erfüllen von einem oder mehr der folgenden Kriterien spricht man von einem Exsudat (ansonsten handelt es sich um ein Transsudat):
1. Verhältnis von Protein im Pleuraerguss zu Protein im Serum > 0.5
2. Verhältnis der Lactatdehydrogenase (LDH) im Pleuraerguss zur LDH im Serum > 0.6
3. LDH im Pleuraerguss > 200 Units pro Liter (über 2/3 des oberen Grenzwerts vom normalen Serum-LDH).

Ergibt die Auswertung der Light-Kriterien ein Exsudat, wofür zusätzlich auch eine Cholesterinkonzentration von über 55 mg/dL sprechen würde, so stehen für die weitere Klärung der Ursache ein pneumologisches Konsil, eine Computertomografie, weitere Labortests, eine Tuberkulosediagnostik oder die Suche nach anderen Infektionen zur Verfügung.
Kann damit die Diagnose geklärt werden, erfolgt die Behandlung der zugrundeliegenden Erkrankungen, ansonsten kommen noch invasive Diagnostikverfahren wie Pleurabiopsie (eine CT-gesteuerte Nadelbiopsie ist bei der Diagnose bösartiger Pleuraveränderungen sensitiver als die frühere Biopsie mit der Abrams-Nadel), Thorakoskopie oder videoassistierte Thorakoskopie (VATS), insbesondere vor einer Behandlung des Lungenkarzinoms mit Operation bzw. Bestrahlung, und (bei Hämoptoe, Bronchialobstruktion oder intrapulmonaler Raumforderung) eine Bronchoskopie in Betracht.:S. 382 und 384
Handelt es sich hingegen um ein Transsudat, so kann zur Bestätigung einer Herzinsuffizienz der Biomarker NTproBNP bestimmt werden. Ist die Ursache des Transsudats eine Zirrhose so sind die Transaminasen pathologisch verändert, ist eine Niereninsuffizienz Ursache, geben die im Labor bestimmten Urin-Proteine darauf einen Hinweis.:S. 382 ff.
Wenn der pH-Wert der Pleuraflüssigkeit erniedrigt ist (Azidose), kann das auf eine komplizierte pleurale Infektion, eine Tuberkulose, rheumatoide Arthritis oder einen malignen Erguss hindeuten. Deshalb sollte der pH-Wert auch bei nichteitrigen Pleuraergüssen und Verdacht auf eine den Erguss verursachende Infektion aus der durch Punktion des Ergusses gewonnenen Flüssigkeit bestimmt werden.:S. 382 f.
Die Bestimmung von Tumormarkern im Pleurapunktat bietet im Allgemeinen keine weiterführenden Informationen.:S. 384

## Therapie
Ein kleiner Pleuraerguss ist oft nur ein Symptom und bedarf selbst keiner Therapie und es kann abwartend beobachtet werden. Bei parapneumonischem Erguss [siehe oben] muss gegebenenfalls ein sich dabei entwickelndes Empyem behandelt werden. Bei kleinem Erguss steht, ebenso wie bei einem sicher auf eine Herzschwäche (Herzinsuffizienz) zurückzuführenden (kardial bedingten) Pleuraerguss oder einem sonstigen (etwa bei nephrotischem Syndrom bestehenden) beidseitigen Erguss ohne Thoraxschmerz, die Behandlung der Grunderkrankung im Vordergrund und es kann gegebenenfalls auf eine diagnostische Pleurapunktion vor der Therapie verzichtet werden. Wurde eine Pleurapunktion durchgeführt und konnte durch die Routineuntersuchung der Pleuraflüssigkeit bereits eine (eitrige) Infektion festgestellt werden, so erfolgt die Behandlung dieser Grunderkrankung, ansonsten die weitere Differenzialdiagnostik anhand der Light-Kriterien.:S. 377 und 379–384
Bei größeren Pleuraergüssen (über circa 1 Liter beim erwachsenen Menschen) besteht die Therapie meist in einer Entlastung durch Entleerung des Pleuraraums mittels Pleurapunktion (Thorakozentese).:S. 381 und 384 Ein stärkerer Erguss, vor allem bei respiratorischer oder kardialer Dekompensation durch die Ausdehnung des Ergusses, wird meist mittels Thoraxdrainage behandelt. Lässt sich dadurch nicht die gesamte Flüssigkeit entleeren – was durch radiologische Untersuchungen zu überprüfen ist –, kann eine Operation nötig sein, um die Atem- und Herzfunktion wieder zu kompensieren und da sich Teile des Ergusses verkapseln können. Der Eingriff geschieht, gegebenenfalls mit Einbeziehung eines Thoraxchirurgen, über eine Thorakoskopie oder minimal-invasiv über eine videoassistierte Thorakoskopie:S. 377 und 382 (Schlüsselloch-Chirurgie), bei der kaum Narben zurückbleiben.
Bei ständig nachlaufenden Ergüssen kann eine chemische oder chirurgische Pleurodese (Verklebung der Pleurablätter) nötig sein. Ziel beider Verfahren ist eine Vernarbung der Pleurablätter, damit sich zwischen ihnen nicht erneut Flüssigkeit ansammeln kann. Bei der chemischen Pleurodese wird zeitweise über einen Thoraxschlauch bzw. die Pleuradrainage eine entzündungsauslösende Flüssigkeit (z. B. Tetracyclin/Doxycyclin) in den Pleuraspalt eingebracht. Gewollte Folge der Entzündungsreaktion ist die Vernarbung der Pleurablätter. Bei der chirurgischen Pleurodese wird der Entzündungsreiz im Rahmen eines minimal-invasiven Eingriffs (Thorakoskopie) mechanisch gesetzt, z. B. durch Anrauen der Pleurablätter unter thorakoskopischer Kontrolle. Beide Verfahren benötigen einen pleuralen Katheter (Thoraxschlauch), der so lange liegen bleiben muss, bis keine oder nur noch eine minimale Ergussmenge abläuft. Folglich muss ein längerer Krankenhausaufenthalt einkalkuliert werden. Bei jedem vierten Patienten funktionierte in einer Studie die Vernarbung der Pleurablätter allerdings nicht.
Bei malignen Ergüssen ohne nennenswerte Kammerung kann mit der Einbringung von Talkum in den Pleuraspalt in 43 % der Fälle innerhalb von fünf Wochen eine Pleurodese erzielt werden. Nicht geeignet sind Fälle, in denen die Lunge zum Beispiel durch Fibrose an der Entfaltung gehindert ist.

Therapie eines Pleuraergusses mit Drainage

Eine Alternative kann das Anlegen eines Drainageschlauchs sein, der als Katheter (Pleurakatheter) für längere Zeit oder dauerhaft im Brustkorb belassen werden kann. Ein dünner Drainageschlauch mit Ventilmechanismus (Verweilkatheter) kann ambulant in örtlicher Betäubung in die Pleura gelegt werden. 
 Jeden Tag kann der Patient selbst, seine Angehörigen oder der Pflegedienst nach häuslicher Schulung den Schlauch mit einer Vakuumflasche verbinden und bis zu einem Liter Erguss ablassen. Dies erlaubt es den Patienten, zu Hause ihre Mobilität zu erhalten. Bei einem Großteil der Patienten verkleben die Pleurablätter nach etwa einem Monat spontan. Dann kann der Silikonschlauch entfernt werden.